# لنوواتس
لنوواتس (به صربی: Lenovac) یک منطقهٔ مسکونی در صربستان است که در زایچار واقع شده‌است. لنوواتس ۲۰۴ نفر جمعیت دارد.